# Julian Klemczyński
Julian Teodor Klemczyński (ur. w 1807 lub 1810, zm. 1854 w Paryżu) – polski kompozytor i pedagog, który większość swojej kariery spędził we Francji.

## Biografia
Urodził się w 1807  lub 1810  roku na Starym Mieście w Kaliszu . Jego ojciec był muzykiem. W 1825 ukończył gimnazjum (dziś Liceum im. Adama Asnyka)  i rozpoczął studia  na Wydziale Prawa i Administracji Uniwersytecie Warszawskim. W tym samym roku został aresztowany przez policję i osadzony w areszcie; został wydalony z uniwersytetu w 1827. W 1831 brał udział w powstaniu listopadowym – należał do 6 Pułku Piechoty gen. Macieja Rybińskiego i został odznaczony Krzyżem Oficerskim Orderu Virtuti Militari .
W 1831 Klemczyński wyemigrował do Francji, osiedlając się najpierw w Meaux, a w 1833 r. w Paryżu. W latach 1832–1837 należał do Towarzystwa Demokratycznego Polskiego. Utrzymywał się z udzielania lekcji i publikowania swoich kompozycji. Specjalizował się w pisaniu muzyki salonowej, często fantazji opartych na motywach operowych, pisanych na fortepian solo lub fortepian ze skrzypcami. Jego prace ukazały się w dwudziestu wydawnictwach muzycznych, co może świadczyć o jego popularności.
Był żonaty z Margaret Louise Thevin, z którą miał dwoje dzieci, Hombertę i Mary (nazwisko po mężu: Ogez).
Został pochowany na cmentarzu Montmartre przy Avenue des Anglais .